# Bubanza (stad)
Bubanza is een stad in het noordwesten van Burundi. Bubanza is de hoofdstad van de gelijknamige provincie.
De stad is sinds 1980 de zetel van een rooms-katholiek bisdom.